# Tatra T3R.EV
Tatra T3R.EV – typ fabrycznie nowego tramwaju wzorowanego na modelu Tatra T3.

## Historia
Ponieważ modernizacja nie wszystkich tramwajów jest korzystna finansowo (np. z powodu bardzo złego stanu technicznego), współpracujące ze sobą firmy ČKD Pragoimex i Krnovské opravny a strojírny (KOS) wyprodukowały nowe pudło tramwajowe VarCB3, które wykorzystano przy montażu serii T3R.EV (ale także serii Tatra T3R.PV). Istnieje możliwość dopasowania do pudła nowoczesnego przodu i tyłu w miejsce klasycznego.
W tramwajach T3R.EV zamontowano asynchroniczne wyposażenie elektryczne, ponieważ planowano eksploatować ten model tramwaju w składzie z doczepą bierną. W tym celu skonstruowano nowy typ niskopodłogowego doczepnego wozu VV60LF.
Po rozpoczęciu produkcji nowego, częściowo niskopodłogowego pudła VarCB3LF, czeskie przedsiębiorstwa transportowe zaprzestały kupna tramwajów T3R.EV z wysokopodłogowym pudłem VarCB3, zamiast nich zaczęto zamawiać nowocześniejsze tramwaje Vario LF.
Pomimo że są to praktycznie nowe wagony, często mówi się o nich jako o modernizacjach tramwajów T3.

## Modernizacja
Tramwaje otrzymały pantograf połówkowy, zamontowano nowoczesny pulpit sterowniczy i wnętrze. W brneńskich wozach zamontowano klasyczny przód i tył T3 (projektu inż. Františka Kardausa), w ostrawskim wozie zainstalowano nowe czoła projektu Františka Pelikána. Nowe asynchroniczne wyposażenie elektryczne to typ TV Europulse.

## Dostawy tramwajów
Wozy T3R.EV były produkowane w latach 2002–2004, ogółem wyprodukowano 5 wozów.
| Państwo        | Miasto         | Lata dostaw    | Liczba | Numery taborowe        |       |
| -------------- | -------------- | -------------- | ------ | ---------------------- | ----- |
| Czechy         | Brno           | 2002–2003      | 4      | 1531, 1560, 1562, 1569 | [ 1 ] |
| Czechy         | Ostrawa        | 2004           | 1      | 1301                   | [ 2 ] |
| Łączna liczba: | Łączna liczba: | Łączna liczba: | 5      |                        |       |